# Replica (альбом)
Replica — пятый студийный альбом американского электронного музыканта Oneohtrix Point Never (Дэниел Лопатин), изданный 8 ноября 2011 года на лейбле Mexican Summer. В его создании приняли участие Джоэл Форд и Эл Карлсон, и это была первая работа Лопатина, записанная в студии. Стилистически альбом отличается от предыдущих работ Лопатина под этим псевдонимом, основанных на синтезаторе, вместо этого он демонстрирует подход, основанный на сэмплах, использующих аудио из телевизионной рекламы 1980-х и 1990-х годов.

## История
В отличие от предыдущих синтезаторных релизов Oneohtrix Point Never, альбом Replica был создан на основе аудиосэмплов из телевизионной рекламы, приобретённой Лопатиным, причём реклама в основном датируется 1980-ми и 1990-ми годами. Он выделил аудио из рекламы, выслушал звуки, которые показались ему «гармонически интенсивными», и сэмплировал их. Этот подход лёг в основу его кассетного релиза 2010 года Chuck Person’s Eccojams Vol. 1 под псевдонимом Chuck Person. Лопатин описал альбом как имеющий «столько же общего с окружающими, транслируемыми и клубными звуками, сколько и с более прямыми музыкальными влияниями». «На вопрос, почему он решил использовать рекламу в качестве источника сэмплов, Лопатин описал свой процесс как „поиск старых вещей, которые имеют смысл“, затем „реструктуризацию и перестановку, чтобы нарушить оригинальное повествование и создать новую поэзию“. Его процесс производства включал одновременное открытие нескольких музыкальных плееров для прослушивания нескольких звуков в тандеме, что он описал как „сырое прослушивание и зарисовки“. Лопатин особенно сосредоточился на „странных паузах и небольших случайных звуках“, найденных в рекламе для использования в качестве сэмплов.
Лопатин объясняет название „идеей реплики в культуре как способа борьбы с упадком знаний или с тем, что человеческие знания сходят на нет, потому что мы не бессмертны“. Но это не решение, это просто способ справиться с этими загадками… Это как художественная попытка передать оригинал, а не копию, так что в этом есть наследуемая неудача». Обложка Replica — иллюстрация художника Вёрджила Финлэя из журнала Weird Tales 1936 года, изображающая скелетного вампира, смотрящего на себя в зеркало. Лопатин посчитал, что эта иллюстрация является подходящей метафорой для названия книги, и описал её как «действительно нездоровую, но в ней есть и юмор, потому что волосы скелета похожи на макароны», что, по его словам, «хорошо отражает то, как я отношусь ко многим депрессивным вещам — просто накладываю макаронные волосы сверху, и все в порядке».

## Отзывы
| Совокупная оценка          | Совокупная оценка |
| Источник                   | Оценка            |
| -------------------------- | ----------------- |
| AnyDecentMusic?            | 7.7/10            |
| Metacritic                 | 80/100            |
| Оценки критиков            |                   |
| Источник                   | Оценка            |
| AllMusic                   | [ 11 ]            |
| The A.V. Club              | B                 |
| The Guardian               | [ 13 ]            |
| Mojo                       | [ 14 ]            |
| MSN Music (Expert Witness) | A−                |
| NME                        | 8/10              |
| The Observer               | [ 17 ]            |
| Pitchfork                  | 8.8/10            |
| Spin                       | 8/10              |
| XLR8R                      | 9/10              |

Альбом получил положительные отзывы музыкальной критики и интернет-изданий. На сайте Metacritic, который присваивает нормализованный рейтинг из 100 баллов рецензиям ведущих изданий, альбом получил средний балл 80, основанный на 32 рецензиях. Марк Ричардсон из Pitchfork нашёл здесь «настоящее ощущение открытия, или прощупывания возможностей» и написал, что «самое поразительное в Replica — это то, насколько хорошо построены эти треки, что особенно впечатляет, учитывая краткость пластинки». Джон Доран из NME признал, что «теоретическая сторона того, что он делает, интересна, но помимо этого он продолжает предвещать следующий этап аналоговой психоделии будущего после альбома Music Has the Right to Children группы Boards of Canada». Кристиан Уильямс написал в The A.V. Club, что «его великая сила и самая заманчивая черта — это способность перетирать шипастые текстуры в успокаивающие и превращать анодины в вызывающие тревогу просто за счёт повторения». Филип Шербурн из Spin назвал Replica «одновременно лиричной и гипнотической» и «глубоко романтичным свидетельством возможностей жизни в Облаке».
Фил Монгредиен, написавший в The Observer, назвал Replica «амбициозным циклом электронных песен», который «вознаграждает за повторное прослушивание». К. Росс Хоффман из AllMusic заявил, что хотя опора альбома на сэмплы рекламных роликов «делает интригующую композиционную предысторию и явно обеспечивает ему богатую звуковую палитру, из которой можно черпать — редко когда этот исходный материал проявляется во время прослушивания; в лучшем случае он функционирует на более энергичном, подсознательном уровне». Роберт Кристгау в своей колонке «Гид потребителя» для MSN Music высоко оценил «вкус Лопатина к содержанию и форме, к творчеству и контрарности». Дэйв Симпсон из The Guardian заявил, что «если Replica иногда дрейфует — буквально — слишком близко к хлёстким бонгам и флотаторам чиллаута 90-х, она никогда не предсказуема и лучше всего воспринимается в течение одного сеанса».

### Итоговые списки
Replica попала в списки лучших альбомов 2011 года по итогам года, составленные несколькими изданиями. Критик The Boston Globe Майкл Бродо назвал его лучшим альбомом года и похвалил его как «совершенно новый способ понять эмбиентную музыку».
| Публикация/Автор     | Список                                               | Ранг |
| -------------------- | ---------------------------------------------------- | ---- |
| Clash                | The Top 40 Albums of 2011                            | 21   |
| Consequence of Sound | Top 50 Albums of 2011                                | 38   |
| Exclaim!             | 20 Best Dance & Electronic Albums of 2011            | 4    |
| Fact                 | The 50 Best Albums of 2011                           | 22   |
| Pitchfork            | Top 50 Albums of 2011                                | 6    |
| Pitchfork            | The 100 Best Albums of the Decade So Far (2010-14)   | 49   |
| Pitchfork            | The 50 Best Ambient Albums of All Time               | 20   |
| Pitchfork            | The 200 Best Albums of the 2010s                     | 49   |
| The Quietus          | Albums of the Year 2011 Resident Advisor,            | 19   |
| Resident Advisor     | Top 20 Albums of 2011                                | 9    |
| Spin                 | The 300 Best Albums of the Past 30 Years (1985—2014) | 235  |
| Stereogum            | Top 50 Albums of 2011                                | 17   |
| The Village Voice    | Pazz and Jop 2011                                    | 35   |
| XLR8R                | Best Releases of 2011                                | 8    |
| The Wire             | 2011 Rewind                                          | 14   |

## Список композиций
Вся музыка написана Daniel Lopatin.
| №                   | Название              | Длительность |
| ------------------- | --------------------- | ------------ |
| 1.                  | «Andro»               | 3:56         |
| 2.                  | «Power of Persuasion» | 3:30         |
| 3.                  | «Sleep Dealer»        | 3:10         |
| 4.                  | «Remember»            | 3:19         |
| 5.                  | «Replica»             | 4:36         |
| 6.                  | «Nassau»              | 4:43         |
| 7.                  | «Submersible»         | 3:49         |
| 8.                  | «Up»                  | 3:57         |
| 9.                  | «Child Soldier»       | 3:12         |
| 10.                 | «Explain»             | 6:45         |
| Общая длительность: | Общая длительность:   | 40:54        |